# Alex Juárez
Alex Juárez (Quilmes, 17 settembre 2004) è un calciatore argentino, attaccante del Barracas Central.

## Carriera
Juárez è cresciuto nel settore giovanile del Barracas Central, con cui ha debuttato il 10 luglio 2022 nell'incontro di Primera División vinto 2-0 contro il Talleres (C). Il 29 novembre seguente ha firmato il suo primo contratto professionistico con il club biancorosso.

## Statistiche

### Presenze e reti nei club
Statistiche aggiornate al 29 luglio 2024.
| Stagione        | Squadra          | Campionato      | Campionato | Campionato | Coppe nazionali | Coppe nazionali | Coppe nazionali | Coppe continentali | Coppe continentali | Coppe continentali | Altre coppe | Altre coppe | Altre coppe | Totale | Totale | Totale |
| Stagione        | Squadra          | Comp            | Pres       | Reti       | Comp            | Pres            | Reti            | Comp               | Pres               | Reti               | Comp        | Pres        | Reti        | Pres   | Reti   |        |
| --------------- | ---------------- | --------------- | ---------- | ---------- | --------------- | --------------- | --------------- | ------------------ | ------------------ | ------------------ | ----------- | ----------- | ----------- | ------ | ------ | ------ |
| 2022            | Barracas Central | PD              | 3          | 0          | CA+CdL          | 1+0             | 0               |                    | -                  | -                  |             | -           | -           | 4      | 0      |        |
| 2023            | Barracas Central | PD              | 1          | 0          | CA+CdL          | 1+0             | 0               |                    | -                  | -                  |             | -           | -           | 2      | 0      |        |
| 2024            | Barracas Central | PD              | 4          | 0          | CA+CdL          | 2+3             | 0               |                    | -                  | -                  |             | -           | -           | 9      | 0      |        |
| Totale carriera | Totale carriera  | Totale carriera | 8          | 0          |                 | 7               | 0               |                    | -                  | -                  |             | -           | -           | 15     | 0      |        |